# Medio Baudó
Medio Baudó es un municipio de Colombia, situado en el departamento de Chocó. Se encuentra a 120 km de Quibdó, la capital departamental. Fue elevado a la categoría de municipio el 8 de abril de 1999. La cabecera municipal es Puerto Meluk.

## División Político-Administrativa
Además de su Cabecera municipal: Puerto Meluk. Medio Baudó tiene bajo su jurisdicción los siguientes Centros poblados:

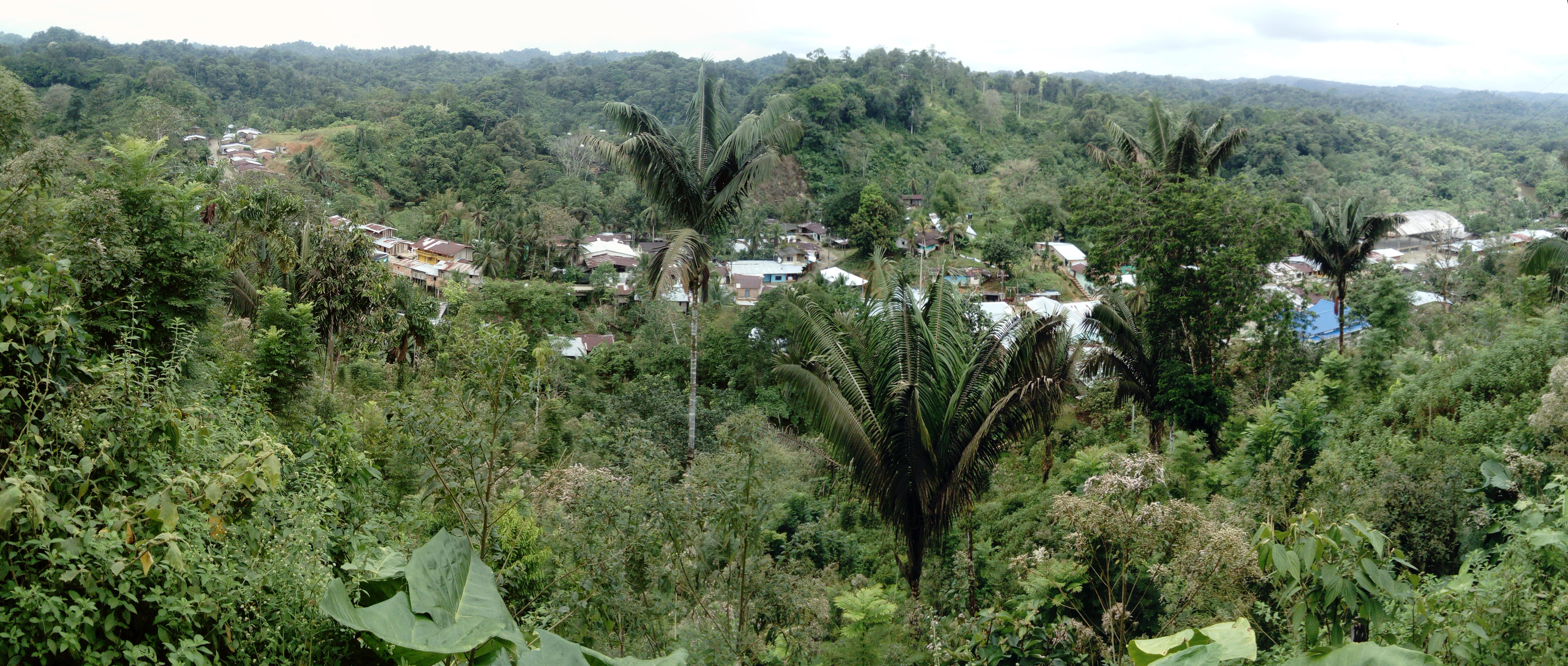
Vista del Pie de Pepé.

- Arenal
- Berrecuy
- Boca de Baudocito
- Boca de Curundó
- Boca de Pepe
- Curundó La Loma
- Curundó La Banca
- Pie de Pepe
- Puerto Adán
- Puerto Libia
- Quera
- San Miguel Baudocito
- Unión Misara

## Economía
Entre las actividades económicas más importantes del municipio se destacan la producción de plátano, cacao y yuca, además de la piscicultura y la cría de cerdos y aves de corral. Una de las actividades económicas más recientes es la de la industria agrícola del arroz.
- Arroz Baudó: Es una marca de arroz orgánico que salió al mercado el 14 de junio de 2019, y que se destaca por ser completamente natural y no incluir ningún químico en el proceso de su producción. En la industria arrocera del municipio se benefician más 1.200 familias, organizadas en la Asociación de Arroceros del Baudó, e incluye también a los municipios de Alto Baudó y Bajo Baudó.[3]

## Educación
Existe un convenio entre la alcaldía municipal y la Universidad Tecnológica del Chocó para pagarle la matrícula a más de 250 estudiantes de la región. En la cabecera municipal se encuentra el colegio Nuestra Señora del Carmen de Puerto Meluk y la biblioteca pública municipal.

## Deporte
El municipio cuenta con un equipo de fútbol que tradicionalmente participa en el Torneo Amistades de San Juan.

## Festividades
- Festival del Agua: Se celebra cada 2 de enero en el corregimiento de Pie de Pepé.
- Fiesta de San José: Se celebra el 19 de marzo en el corregimiento de Quera.
- Día del Campesino: Se celebra el 14 de junio en Puerto Meluk, cabecera municipal. Tradicionalmente se le entrega a los campesinos herramientas de trabajo y animales de granja.
- Fiesta de la Virgen del Carmen: Se celebra el 16 de julio en los corregimientos de Arenal, Boca de Curando y Beriguadó.
- Fiesta de Nuestra Señora de la Pobreza: Se celebra el 8 de septiembre en Pie de Pepé y en Boca de Pepé.